# Риж-Руссо, Жанна
Жанна Риж-Руссо (фр. Jeanne Rij-Rousseau; 10 июня 1870, Канде — 22 октября 1956, Савиньи-сюр-Бре) — французская художница и теоретик кубизма.

## Жизнь и творчество
В 1890 году Риж-Руссо приехала в Париж и подпала под влияние художников — обитателей Монмартра. Девушка брала уроки живописи у таких мастеров кисти, как Морис Дени и Поль Серюзье. У Серюзьес она заимствовала идеи о связи между такими направлениями искусства, как музыка и живопись. Это помогло Риж-Руссо развить свою собственную теорию искусства («вибризм»), стоящую посредником между синтетическим кубизмом и лучизмом Михаила Ларионова и Натальи Гончаровой. В течение длительного времени Ж. Риж-Руссо была подругой и любовницей художника-кубиста Хуана Гриса. С 1911 года Риж-Руссо начала выставлять свои полотна в парижском Осеннем салоне, в салоне Независимых и в салоне Тюильри. В 1920 году она была одним из членов кубистского общества Золотое сечение, была также членом кубистской группы Пюто. Художница много путешествовала; она совершила поездки на юг Франции, в Сере, где работала группа художников-авангардистов, а также в Германию, Бельгию, Швейцарию. Её картины выставлялись в Босноне, Цюрихе, Нью-Йорке и Брюсселе.
По мотивам работ Ж. Риж-Руссо и её эскизам на фабриках гобеленов Обюссон в Крёзе и Бьюво производились ковры и гобелены. На первой выставке Ар деко в 1925 году художница за один из таких ковров удостоилась Золотой медали. Творчество её было прославлено и произведениях таких мастеров слова, как Г. Аполлинер и А. Сальмон. В том же 1925 году Ж. Риж-Руссо создала «Союз французских художниц-модернисток», который организовал выставки с участием её работ, а также Мари Лорансен и Сюзанны Дюшан. В вышедшей в 1930 году книге Эльги Керн «Ведущие женщины Европы» в разделе «Франция» была помещена биография Ж. Риж-Руссо.
Художница скончалась в 1946 году в бедности и одиночестве, пережив свою славу. Её посмертная выставка в замке Блуа в 1959 году привлекла мало внимания. Судьба выставленных тогда 70 картин Ж. Риж-Руссо неизвестна. В то же время её работы можно увидеть в музеях США, Англии и Франции — в Нью-Йорке, Чикаго, Лондоне, Париже, Гренобле и Блуа, хотя большая часть произведений Ж. Риж-Руссо хранится в частных собраниях.